# Glorieta del Ahuehuete
La Glorieta de la Palma es una rotonda ubicada en la alcaldía Cuauhtémoc de la Ciudad de México. Conecta el Paseo de la Reforma con las calles Río Rhin y Niza. Es conocida por la alta palmera que permaneció en su centro durante un siglo. La palmera murió en 2022 debido a patógenos. Tras una consulta, se colocó en su lugar un Taxodium mucronatum (conocido también como ahuehuete o ciprés de Moctezuma). El gobierno de la ciudad renombró oficialmente la rotonda como Glorieta del Ahuehuete. Simultáneamente, activistas colocaron un memorial para visibilizar la desaparición de más de 100,000 personas en el país. De manera simbólica, renombraron el lugar como la Glorieta de las y los Desaparecidos.
A diciembre de 2024, esta glorieta es la única en la avenida Reforma que nunca ha albergado un monumento. El edificio de la Bolsa Mexicana de Valores se localiza en la glorieta, frente a la Zona Rosa.

## Historia

### Glorieta de la Palma

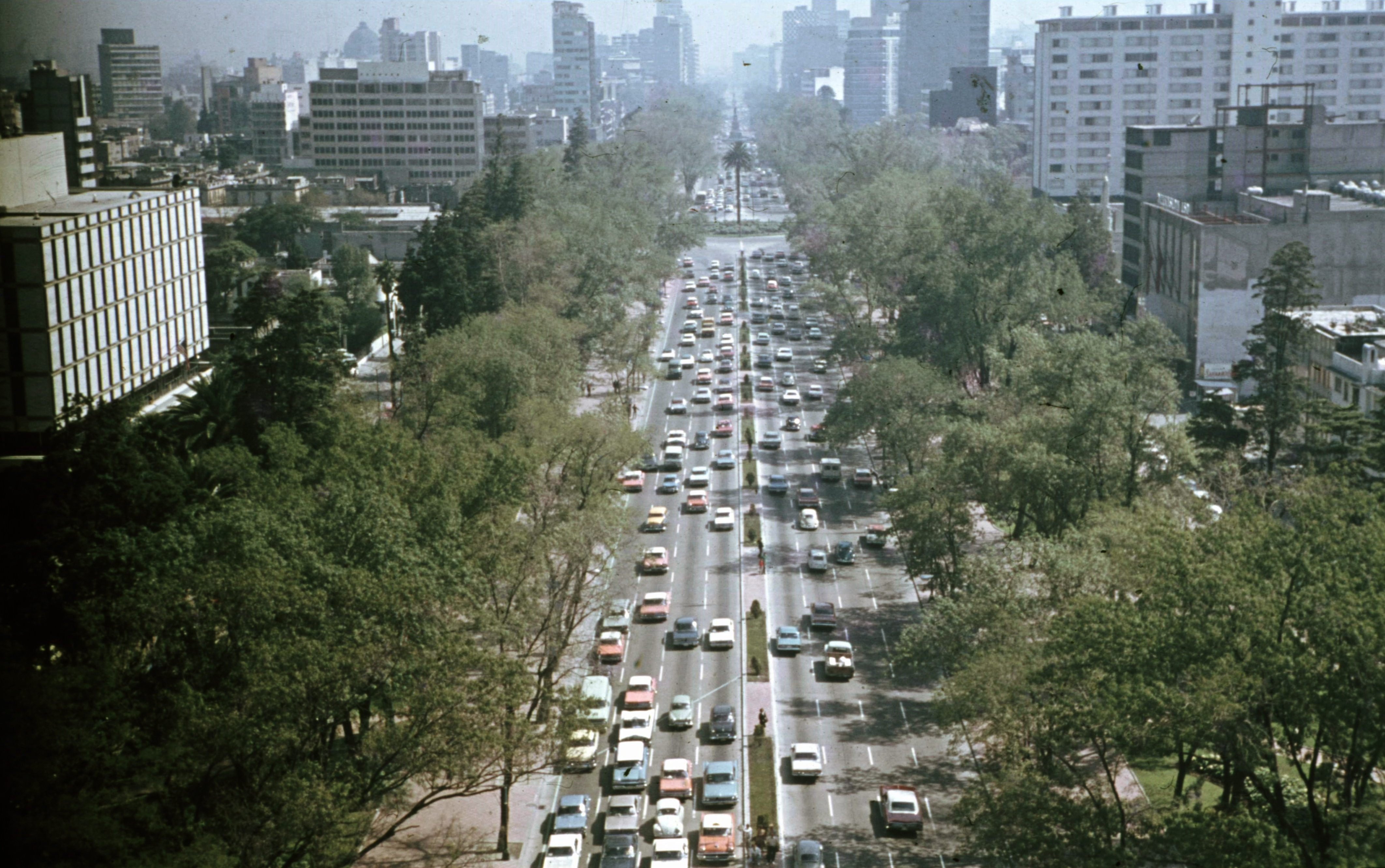
La Glorieta de la Palma en 1968

La glorieta se incluyó en el plan original del bulevar del Paseo de la Reforma elaborado por Louis Bolland y Ferdinand von Rosenzweig. Se finalizó en 1865, siendo la segunda glorieta completada en la avenida Reforma. La Columna de la Independencia fue construida en 1910 para conmemorar el centenario de la Independencia. Según una de las versiones, la glorieta podría haber sido destinada a la construcción de otro monumento para celebrar el bicentenario de la Independencia en 2010. Con el tiempo, se plantaron hasta diez palmeras en el lugar. La fotografía más antigua conocida que muestra el árbol central data de 1920. Alrededor de 1950, se retiraron todas las palmeras excepto la central.
Carlos Martínez Assad, investigador emérito de la Universidad Nacional Autónoma de México, cuestionó la antigüedad de la palmera. Considera que su edad real oscila entre los 70 y 80 años. Según él, fue un obsequio de Haile Selassie, el último emperador de Etiopía, a Lázaro Cárdenas. Este regalo fue una compensación por la postura de Cárdenas en contra de la ocupación italiana durante la segunda guerra italo-etíope. También mencionó que la rotonda estaba reservada para una escultura de Benito Juárez. Sin embargo, esta escultura se envió finalmente a Guanajuato.
La palmera murió en 2022 como consecuencia de patógenos y hongos que habían infectado a varios ejemplares en la ciudad. El 24 de abril, el gobierno llevó a cabo una ceremonia simbólica de despedida al final de la tarde. Esa misma noche, fue talada. Sus restos fueron trasladados a un vivero en Xochimilco. Allí, artistas elaborarían esculturas con la madera no afectada. La palmera tenía una altura de 20 metros.

### Glorieta del Ahuehuete
El gobierno de la ciudad, encabezado por Claudia Sheinbaum, realizó una encuesta para preguntar qué árbol debía reemplazar a la palmera. Entre las opciones se incluían un jacaranda o un ciprés de Moctezuma. No obstante, una palmera no sería una opción viable debido a la susceptibilidad a los mismos patógenos. En una consulta no vinculante con más de 77,000 votos, se eligió un ciprés de Moctezuma, también conocido como ahuehuete. Sheinbaum anunció que la plantación se llevaría a cabo el 5 de junio de 2022, coincidiendo con el Día Mundial del Medio Ambiente. El árbol, originario de Monterrey, Nuevo León, tenía una altura de 10 metros y 20 años de edad.
Dos días después de plantar el árbol, un vehículo se estrelló contra la glorieta, cortando uno de los cables que sostenían el árbol y provocando su caída. Como consecuencia del accidente y del cambio de hábitat, el árbol presentó un aspecto seco durante varias semanas. A finales de julio de ese año, comenzó a mostrar signos de mejora. En septiembre de 2022, el gobierno de la ciudad amuralló la glorieta para impedir el paso peatonal debido a la lentitud de la recuperación. Al mes siguiente, otra colisión automovilística afectó la valla de seguridad. En noviembre de 2022, Saúl Alcántara, especialista en conservación de jardines de la Universidad Autónoma Metropolitana y quien colaboró en el traslado exitoso de otros especímenes similares en la ciudad, afirmó que las posibilidades de recuperación del árbol eran mínimas. Alcántara atribuyó las causas de la sequedad a una replantación incorrecta, más allá de los eventos posteriores.
El 9 de marzo, el gobierno de la ciudad anunció que, debido a la falta de mejoría, el árbol sería reemplazado por otro de la misma especie y del mismo vivero. Dos días después, el árbol fue retirado y enviado al vivero de Xochimilco para su rehabilitación. El 19 de mayo de 2023, el gobierno de la ciudad plantó el nuevo ejemplar: un árbol de 20 años de edad con una altura aproximada de 12 metros. Tres días después, un hombre cruzó la valla protectora y comenzó a verter cemento fresco sobre las raíces y la tierra del árbol. Además, desinstaló el sistema de riego. El hombre fue arrestado y acusado de daños dolosos a la propiedad y al medio ambiente.

### Glorieta de las y los Desaparecidos
El 8 de mayo de 2022, colectivos de búsqueda de personas desaparecidas intervinieron simbólicamente la glorieta vacía. La renombraron e instalaron el memorial denominado Glorieta de las y los Desaparecidos. Se colocaron fotografías de personas desaparecidas en el lugar, siguiendo el precedente de la Glorieta de las mujeres que luchan, la cual había sido tomada por grupos feministas. Los colectivos instalaron las fotografías para destacar los casi 100,000 casos de personas desaparecidas reportados en el país hasta mayo de 2022. Las autoridades retiraron las imágenes y pancartas en las horas siguientes. Los representantes de los colectivos afirmaron no oponerse al ahuehuete y que ambos planes podían coexistir.

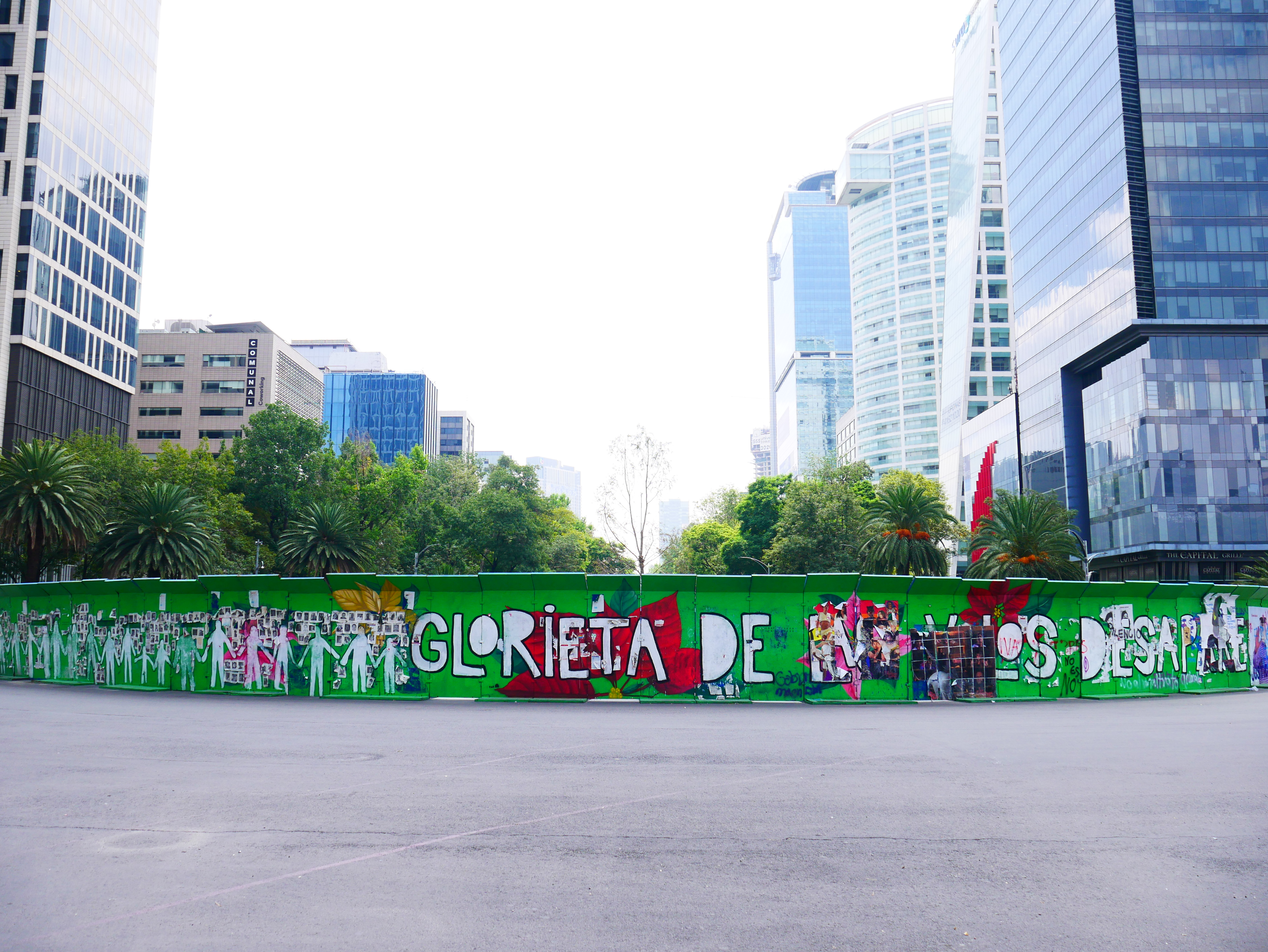
Memorial en la Glorieta de las y los Desaparecidos, con nombres y fotos de desaparecidos.

Pocas horas después de que se plantara el ahuehuete, activistas reinstalaron las fotografías de las personas desaparecidas. Apodaron al árbol El guardián de los desaparecidos y pidieron a las autoridades que renombraran oficialmente la glorieta como Glorieta de las y los Desaparecidos. Al respecto, representantes del gobierno mencionaron que preferirían intervenir la Estela de Luz, otro monumento ubicado en la misma avenida, para convertirlo en un memorial en honor a los desaparecidos. El 24 de julio de 2022, organizaciones de derechos humanos cambiaron simbólicamente los nombres de las estaciones Hamburgo y Glorieta de Colón del Metrobús de la Ciudad de México a Glorieta de las y los Desaparecidos y Glorieta de las Mujeres Que Luchan, respectivamente. Se utilizaron los símbolos de protesta en lugar de los pictogramas de las estaciones en la señalización, manteniendo la estética de diseño del sistema. Como resultado de los numerosos memoriales antimonumentales situados a lo largo de la vía, el Paseo de la Reforma ha sido renombrado simbólicamente como la Ruta de la Memoria.
En febrero de 2023, el gobierno de la ciudad anunció que se colocarían en la glorieta 20 obeliscos conmemorativos de roca volcánica. Estos tendrían una altura de entre 1.6 metros y 2 metros, y con poemas grabados en ellos. Colectivos de búsqueda de personas desaparecidas criticaron el proyecto por considerarlo unilateral. Además, advirtieron que, si el proyecto seguía adelante, intervendrían el espacio para crear su propio memorial.